# Juan Vairo
Juan Vairo (Rosario, 10 april 1932) is een voormalig Argentijns voetballer. Hij is de jongere broer van Federico Vairo.